# Spektakelhuset i Gävle
Spektakelhuset eller Operahuset var en historisk teater i Gävle, invigd 1784,  och verksam fram till 1840. Det tillhörde de första teaterlokalerna utanför Stockholm, samtida med Spektakelhuset i Karlskrona.  
Byggnaden var designad av Raphael Pousette och låg på Södra Kungsgatan mittemot dåvarande barnhuset.  Teatern var ett rektangulärt trähus i två våningar med långsidan mot gatan och entré på gaveln mot söder.  Det nämndes första gången som "det nya operahuset" i december 1784.
Teatern uppfördes på initiativ av landshövdingen Fredrik Adolf Ulric Cronstedt och hans fru Juliana Duwall.  Det bekostades av Barnhuset i Gävle, som hade uppförts 1777, med tanken att teaterns inkomst skulle tillfalla barnhuset. 
I barnhusdirektionens protokoll av 6 juni 1785 antecknades:
"det förra skjulet över källarna varit alldeles förfallet, så att ny beteckning däröver var högst nödig, fördenskull är under samma tak på källarna uppfört en teaterbyggnad under förmodan att genom bruket därav vid sina tider och tillfällen kunna samla någon fond till en ny barnhusbyggnad".
Paret Cronstedt stödde projektet på många sätt och skänkte en röd lärftridå, glasfönster, ljuskronor av tenn och järn till salong och scen, och engagerade teatersällskap för att uppträda i byggnaden. Teatern blev invigd och använd, men ekonomiskt sett misslyckades projektet. Barnhuset lades ned 1787, och teatern drevs sedan av direktionen för fattiga barns utackordering.  
Spektakelhuset hade i likhet med andra teatrar utanför Stockholm ingen stående personal, utan besöktes av kringresande teatersällskap.  Bland dem som uppträdde där fanns Seuerlingske Comoedie-Trupp, som noteras ha uppträtt i Gävle 1786,  samt ett turnerande sällskap från Stenborgs teater i Stockholm.   I sällskapet ingick bland andra Eva Säfström, Johan Petter Lindskog, Johan Petersson, och Peter Sundman. Sällskapet framförde pjäsen Beverlei på Spektakelhuset 2 januari 1787 med Helena Spinacuta och Johan Petter Lindskog i huvudrollerna. Pjäsen följdes av lindans av Antonio Bartolomeo Spinacuta, där Antonio Spinacuta i sin dans förena gracernas grace med en vighet och färdighet som jämfördes med guden Mercurius då denne svävade genom luften till tonerna av Apollons och Orfeus lutor.
Förutom teaterföreställningar användes byggnaden även för att visa taskspelarkonster och skuggspel, och där anordnade också offentliga konserter och maskerader.  Teaterverksamheten avbröts åtskilliga gånger.  Under kriget 1788-90 användes byggnaden till "exercishus" för stadens militärkårer, "marketenteri" och inkvarteringsställe, och något nytt teatersällskap tycks inte ha uppträtt där förrän 1793. Mellan 1798 och 1802 rådde förbud för teaterföreställningar i städer med gymnasier och akademier, och Spektakelhuset var därför stängt under dessa år. Under åren 1808-1812 användes huset återigen som militärinkvartering och förrådsplats.  Från 1812 till 1837 användes det åter av kringresande teatersällskap. 
Spektakelhuset stängdes vid invigningen av stadens nya teaterbyggnad den 14 mars 1840.  Byggnaden användes sedan till auktionskammare tills den revs 1957. Den nya teaterbyggnaden ritades av stadsingenjör Johan Heinrich Rosenbaum, uppfördes på Norra Kungsgatan, mitt för dagens Vasaskolan, och brann ner vid stadsbranden 1869. Ett kvarter norr därom uppfördes sedan Gävle teater 1876-1878